# تشارلز بي. باترسون
تشارلز بي. باترسون هو محرر كندي، ولد في 1854، وتوفي في 22 يونيو 1917.